# Cova del Parpalló

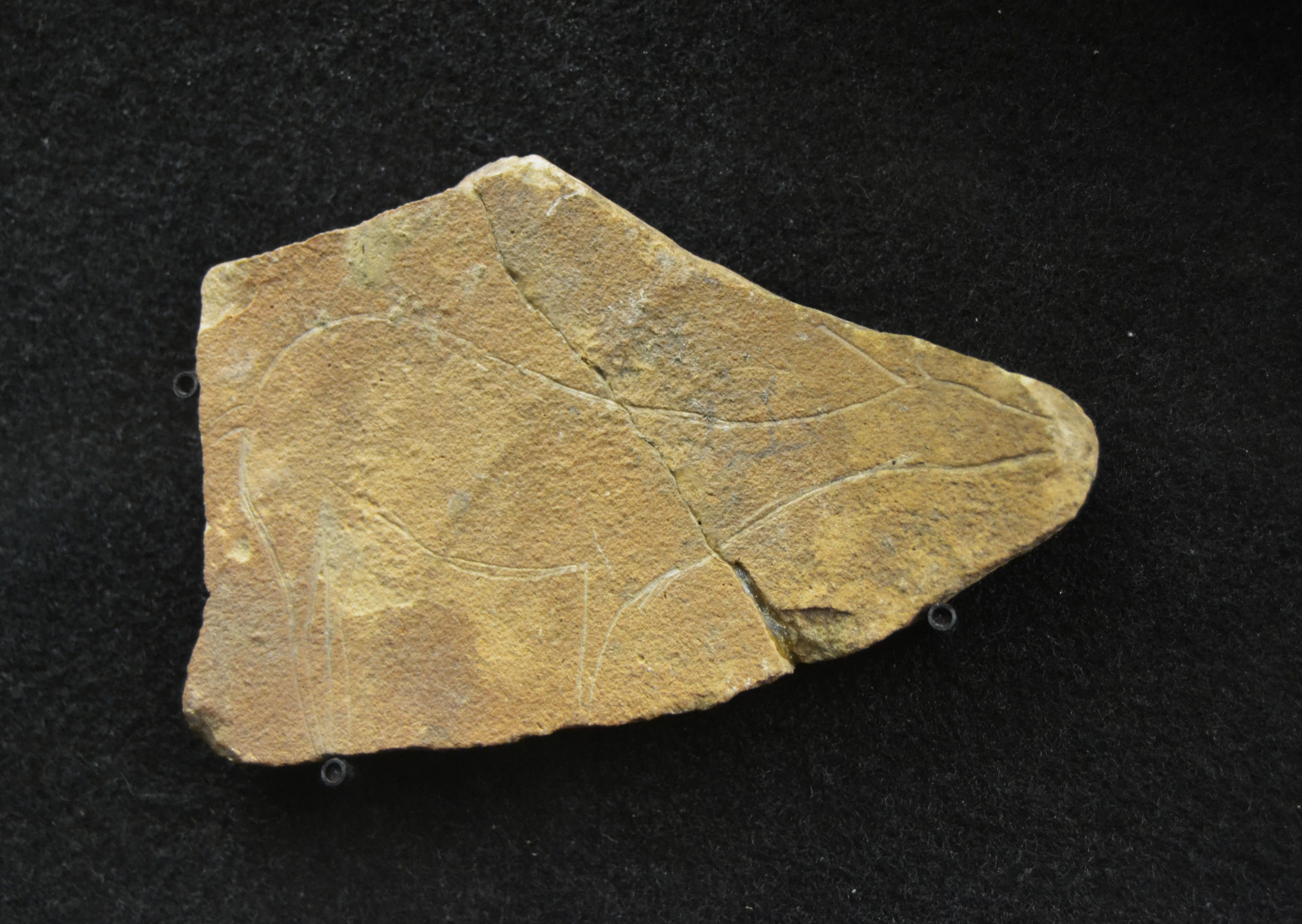
Plaqueta amb gravat de cérvola procedent de la cova del Parpalló i dipositada al Museu de Prehistòria de València.

La cova del Parpalló està situada al Montdúver, terme municipal de Gandia, la Safor; la cova va ser intensament habitada durant el període del Paleolític superior i va ser de les primeres habitades pels Homo sapiens que van arribar a la regió mediterrània del llevant peninsular. Va ser excavada per Lluís Pericot (1929-31); els materials allí trobats es conserven al Museu de Prehistòria de la Diputació de València i al Museu Arqueològic de Gandia (MAGa). Les excavacions tenien una potència de 8,5 m i presentaven, de baix cap a dalt, aurinyacià superior, solutrià, solutreoaurinyacià final i magdalenià (I, II, III i IV). És un dels jaciments més importants de l'Estat espanyol.
És destacable el descobriment d'una punta solutriana desconeguda, i les nombroses plaquetes de pedra gravades i pintades, amb animals (bòvids, cèrvids, cavalls), o bé temes geomètrics, abstractes, trobades sobretot al nivell solutrià. Esta excavació va marcar una fita en la prehistòria valenciana, ja que es va demostrar la presència, en terres valencianes, de les indústries del Paleolític superior com a la resta d'Europa occidental i la no relació amb el nord d'Àfrica, com se suposava.
La cova del Parpalló té, des de fa temps, una tanca protectora que impedix el pas de la gent, i existix, a diferència de la de les Meravelles, un projecte d'obertura al públic. La UNESCO revisa des del 2008 les troballes de la cova del Parpalló i de les Meravelles per declarar-les Patrimoni de la Humanitat.

## Investigacions
La cova va ser explorada l'any 1872 per Juan Vilanova, qui visitaria la cova dues dècades després acompanyat per Eduardo Boscà, descrivint amb més detalli la cova en una publicació de 1893. En 1913 va a ser explorada pel pare Breuil va excavar parcialment la cova, trobant una plaqueta gravada, però no puc seguir excavant a causa de l'esclat de la Primera Guerra Mundial, en 1914. Amb la creació del SIP, el Doctor Pericot comença amb els preparatius per dur a terme els treballs arqueològics que tindrien lloc en tres campanyes realitzades durant els estius de 1929, 1930 i 1931, on s'excavaria gairebé la totalitat de la cova. La primera campanya d'excavacions es va centrar en la gran càmera. La segona va prosseguir en aquest sector i va deixar per al final l'excavació de les galeries, que a causa de les investigacions clandestines a la recerca de tresors, posseïen una problemàtica estratigràfica especial. Finalment, la tercera campanya es va destinar a l'excavació del testimoni excavat mitjançant estrats naturals on es van establir un total de 29 nivells al llarg d'una potència de 6,5 m.
En 1958 i 1959 es realitzen dos noves investigacions. En total, els estudis sobre la Cova del Parpalló van suposar en el seu moment un gran avanç per a comprendre el paleolític espanyol.

## Morfologia de la Cova
La Cova del Parpalló està situada en una formació de roca calcària, molt possiblement un embornal. Els embornals queden formats per l'erosió de l'aigua de pluja que es filtra des de l'alt de la muntanya i que en contacte amb la pedra calcària, molt soluble, fa que es creuen grans orificis de desguàs naturals que van acumulant sediments i que, aguantant fins a cert punt, col·lapsen, deixant després de si formacions tan característiques com la de la Cova del Parpalló, que és una gran esquerda de 15 metres d'alt per 4 d'ample amb una galeria lateral adossada i amb escassa profunditat.

## Seqüència estratigràfica
La metodologia arqueològica està basada en la superposició estratigràfica, la qual cosa significa que les capes de sediment superiors són més recents que les inferiors, per tant, una correcta lectura d'aquestes capes és crucial a l'hora de la datació dels elements que trobem en elles, doncs cada element té unes característiques específiques que ens ajuden a establir la cronologia.
A causa de la rapidesa amb la qual es va excavar la cova, les seqüenciacions establertes inicialment han estat objecte de revisions, dels tres grans moments històrics proposats: Gravetià, Solutrià i Magdalenià, s'han anat subdividint, quedant actualment d'aquesta manera:
- Gravetià, de 8,5 a 7´25 metres de profunditat
- Solutrià Inferior, a 7,25 a 6,25
- Solutrià Mitjà, a 6,25 a 5,25 metres de profunditat
- Solutrià Superior, a 5,25 a 4,75 metres de profundidat
- Solutrià-gravetià, a 4,75 a 4 metres de profunditat
- Magdalenià I, a 4 a 3,50 metres de profunditat
- Magdalenià II, a 3,50 a 2,50 metres de profunditat
- MagdaleniàIII, a 2,50 a 0,80 metres de profunditat
- Magdalenià IV, a 0,80 a 0,00 metres de profunditat.[7]

## Galeria

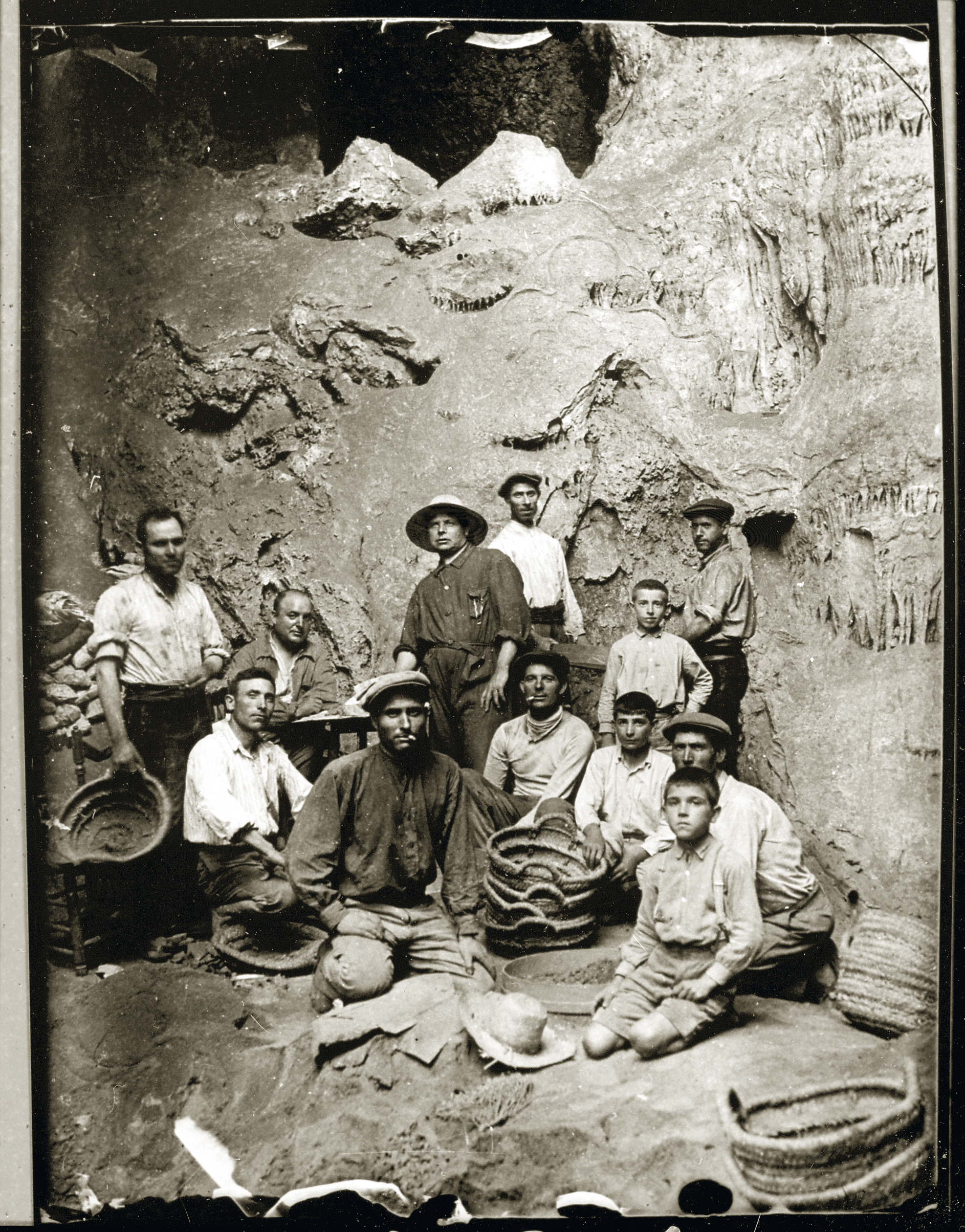
Lluís Pericot i Salvador Espí a una excavació dels anys 1930.
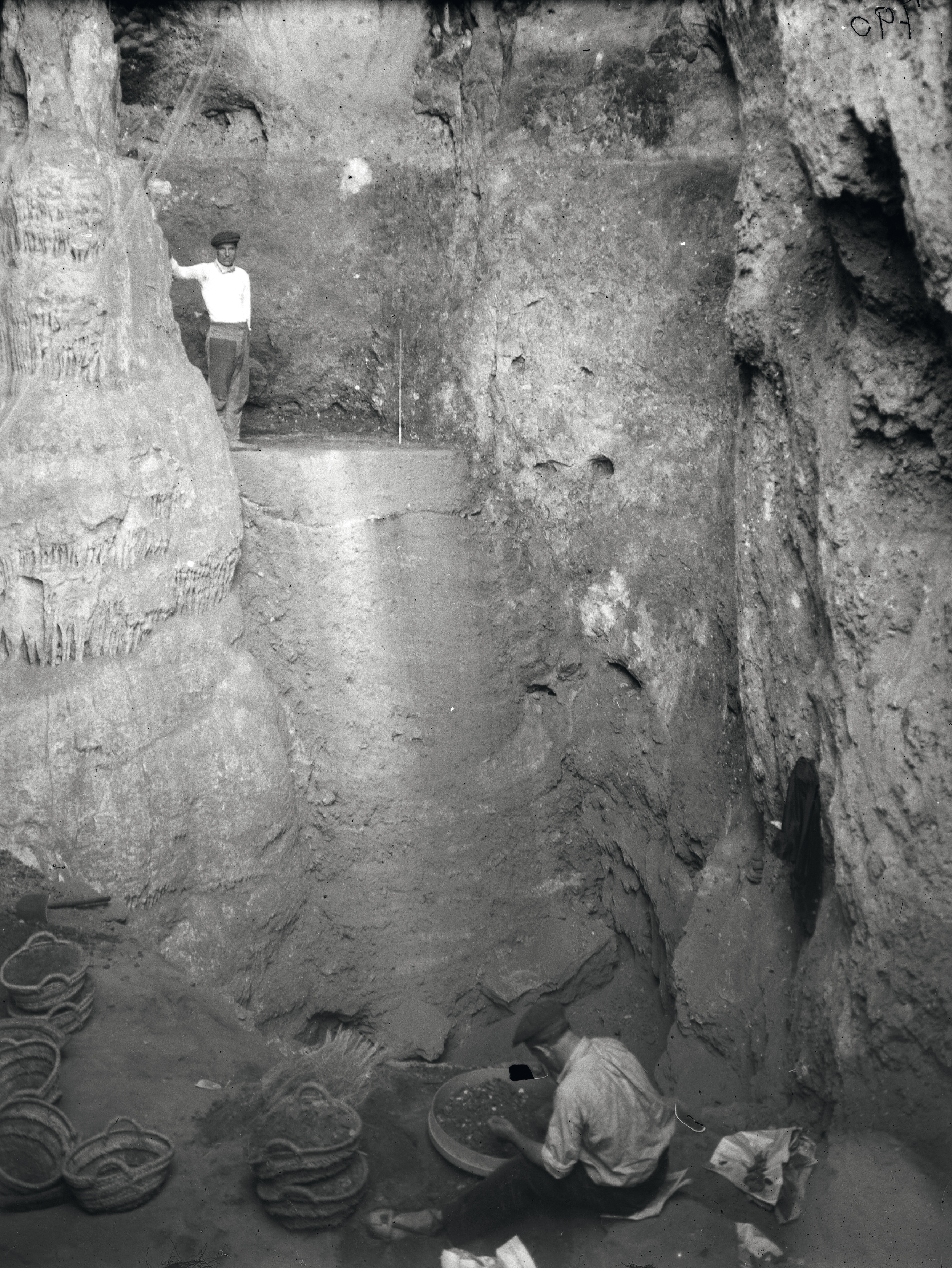
Estratigràfica a la Cova del Parpalló en 1931.
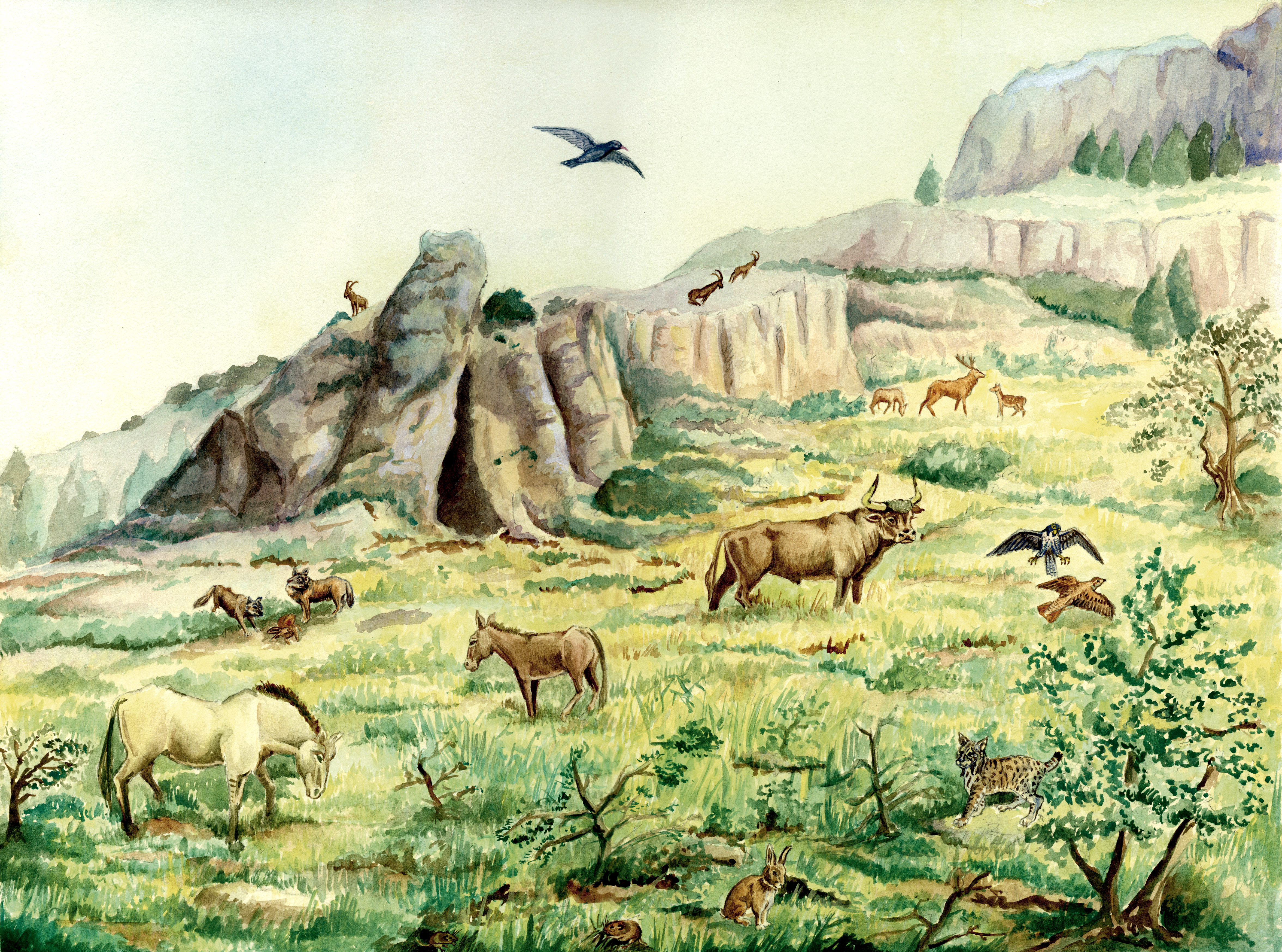
Reconstrucció de la fauna del Paleolític superior a la Cova del Parpalló.